# Peter Plogojowitz
Peter Plogojowitz est un vampire de légende.

## L'affaire
Peter Plogojowitz (son nom serbe est Petar Blagojević / Петар Благојевић) est un paysan serbe qui mourut en 1725 à l'âge de 62 ans dans son village natal de Kisilova, district de Rham (officiellement incorporé à la Hongrie). À cette époque, cette partie de la Serbie était sous domination autrichienne, ce qui explique pourquoi ce sont les autorités autrichiennes qui ont rédigé le rapport officiel (publié le 21 juillet 1725 dans le Wienerishe Diarium). Il s'agit très probablement de la toute première apparition du mot "vampire" (ou "vampyr").
Plusieurs histoires circulent :
- Trois jours après son décès, Plogojowitz rentra chez lui et demanda de la nourriture à son fils. Il la mangea, puis partit. Deux soirs plus tard, il reparut et demanda à nouveau de la nourriture. Son fils, qui cette fois refusa, fut trouvé mort le jour suivant. Peu après, plusieurs villageois moururent d'épuisement à la suite d'une perte de sang excessive. Sur leurs lits de mort, ils annoncèrent que, dans un rêve, Plogojowitz leur avait rendu visite, les avait mordus puis avait bu leur sang.
- Selon une variante, les événements auraient eu lieu dix semaines après son décès et, dans cette autre version, Plogojowitz, au lieu de demander de la nourriture à son fils, serait venu demander ses chaussures à sa femme, laquelle aurait fui le village peu après.

L’idée qu’un vampire sévissait parmi les vivants traversa l’esprit des habitants de Kisilova ; pour s’en assurer, un officiel (Frombald, celui qui rédigea le rapport) fut mandé et dut venir accompagné d'un pope, pour régler cette affaire, quand bien même ne le voulait-il pas. Les villageois, qui disaient avoir déjà été décimés du temps des Turcs par un esprit malfaisant, décidèrent d'ouvrir la tombe pour voir ce qu'il en était.
Le corps de Plogojowitz ne s'était pas décomposé (contrairement à la tradition catholique, la tradition orthodoxe considère la non-putréfaction comme une manifestation démoniaque). Son corps était presque intact (on peut supposer que cela était lié à une terre riche en arsenic) ; il avait une nouvelle peau et de nouveaux ongles (l'ancienne peau et les anciens ongles étant apparemment visibles sur le sol de la tombe) ; du sang débordait de sa bouche. Les villageois eurent tôt fait de fabriquer un pieu qu'ils enfoncèrent dans le cœur du supposé vampire (du sang déborda alors de sa bouche et de ses oreilles et il eut une érection), après quoi ils incinérèrent sa dépouille.
Les morts cessèrent.
Dans d'autres légendes serbes, on dit que Plogojowitz (Blagojevic) serait sorti de sa tombe et se serait rendu en Angleterre pour échapper à la colère (ou à la peur) des habitants de Kisilova. On raconte aussi que ce serait lui qui aurait créé le cimetière de Highgate.

## Anecdotes
- Le village de Kisilova (Kiseljevo) n'est pas très éloigné de Medvegia (Medwegya), le village où revint Arnold Paole, un autre vampire célèbre.
- Cet événement marqua la première occurrence du mot "vampire", en tout premier lieu : vampyr. (“dergleichen Personen, so sic vanpiri  nennen”)
- Dans son roman Un lieu incertain, paru le 25 juin 2008, Fred Vargas s'inspire très largement de la légende de Peter Plogojowitz et de celle d'Arnold Paole.

## Sources
L'histoire (sans le nom de Plogojowitz) est mentionnée par le marquis d'Argens dans ses Lettres juives (Lettre 137), en 1736.